# Rabanada
Rabanada, também conhecida como fatia dourada, fatia parida ou fatia de ovo, é um doce de pão de trigo (pão-de-forma, baguete ou outro) em fatias que, depois de molhadas em leite, vinho (no Minho usa-se vinho verde tinto ou branco) ou calda de açúcar, são passadas por ovos e fritas ou assadas.
As rabanadas são um doce tipicamente do Natal e fazem parte de muitas mesas da consoada em Portugal, e em várias ceias do Brasil. São servidas polvilhadas com açúcar de canela ou regadas com caldas, de  açúcar, xarope de bordo, mel, vinho ou vinho do porto. Outrora, a palavra "rabanada" era apenas utilizada ao norte do rio Mondego e ao mesmo doce atribuía-se, a partir da margem sul do referido rio, o nome de fatia-dourada, ou fatia-de-parida. 
Em outros países são típicos nas celebrações espanholas da Quaresma e da Semana Santa, assim como em várias partes do México, tal qual Zacatecas.

## História
Por volta do ano 1300, o chef francês Guillaume Tirel apresentou uma receita de “tostées dorées” no Le Viandier. 
A rabanada aparece documentada no século XV, citado por Juan del Encina: mel e muitos ovos para fazer rabanadas, ao aparecer como prato indicado para a recuperação pós-partos. 
As primeiras receitas remontam ao livro de cozinha de Domingo Hernández de Maceras (1607) e "Arte de cozina, pastelería, vizcochería y conservería" de Francisco Martínez Motiño (1611). A rabanada era, no início do século XX, muito comum nas tabernas de Madrid e era servida com jarros de vinho "razos").
A associação das rabanadas à quaresma deve-se provavelmente à necessidade de aproveitar o pão, durante o tempo que não se comia carne, portanto sendo menos consumido, mesmo sendo produzido na mesma quantidade.

## Variantes de Portugal

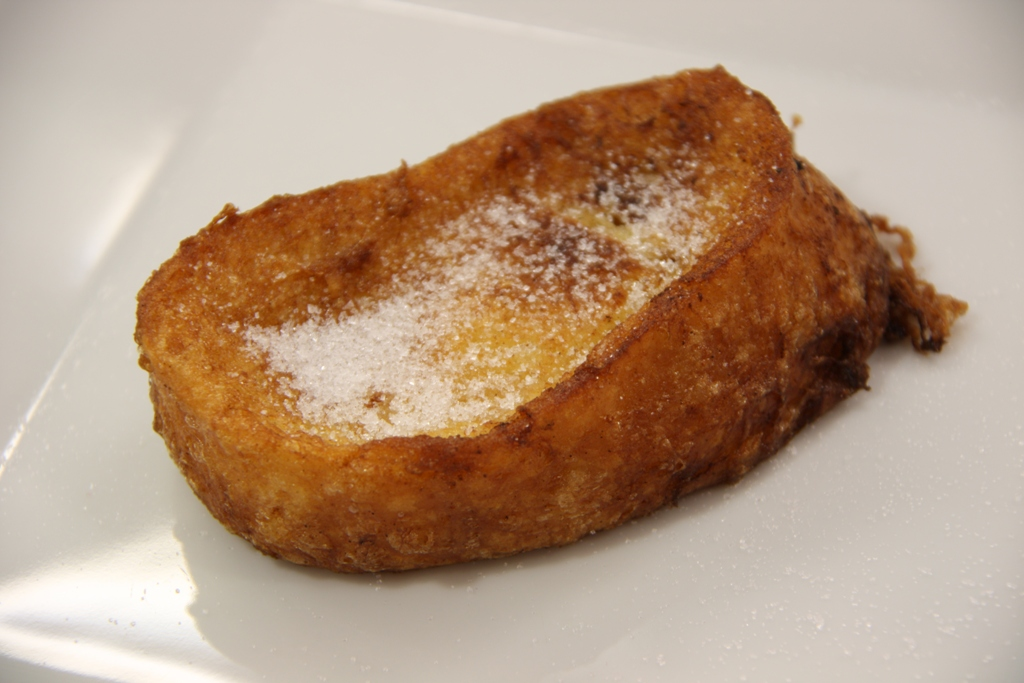
Rabanada com açúcar

Existem múltiplas variantes, começando pelo pão, que pode ser corrente ou preparado especialmente para as rabanadas. Hoje em dia é muito habitual encontrar esta opção nas pastelarias que oferecem um pão enorme em forma de barra (pão de forma) feito com farinha refinada (antes denominado pão bimbo). Algumas receitas substituem o vinho por leite, e outras prescindem da água, molhando as rabanadas só com mel quente. Com frequência acompanha-se de canela e cravo da Índia. Outras variantes empregam casca de limão ou de laranja ralada para aromatizar o leite, e para o toque final, um pouco de açúcar de canela.
Algumas das variantes mais populares são as rabanadas tradicionais, as rabanadas com vinho do porto, as rabanadas com calda e as as rabanadas a poveira.
Mais recentemente apareceram variedades veganas que substituem o leite de vaca por leite de soja e o ovos por farinhas de grão de bico, farinha de soja ou outras leguminosas.

## Variantes internacionais

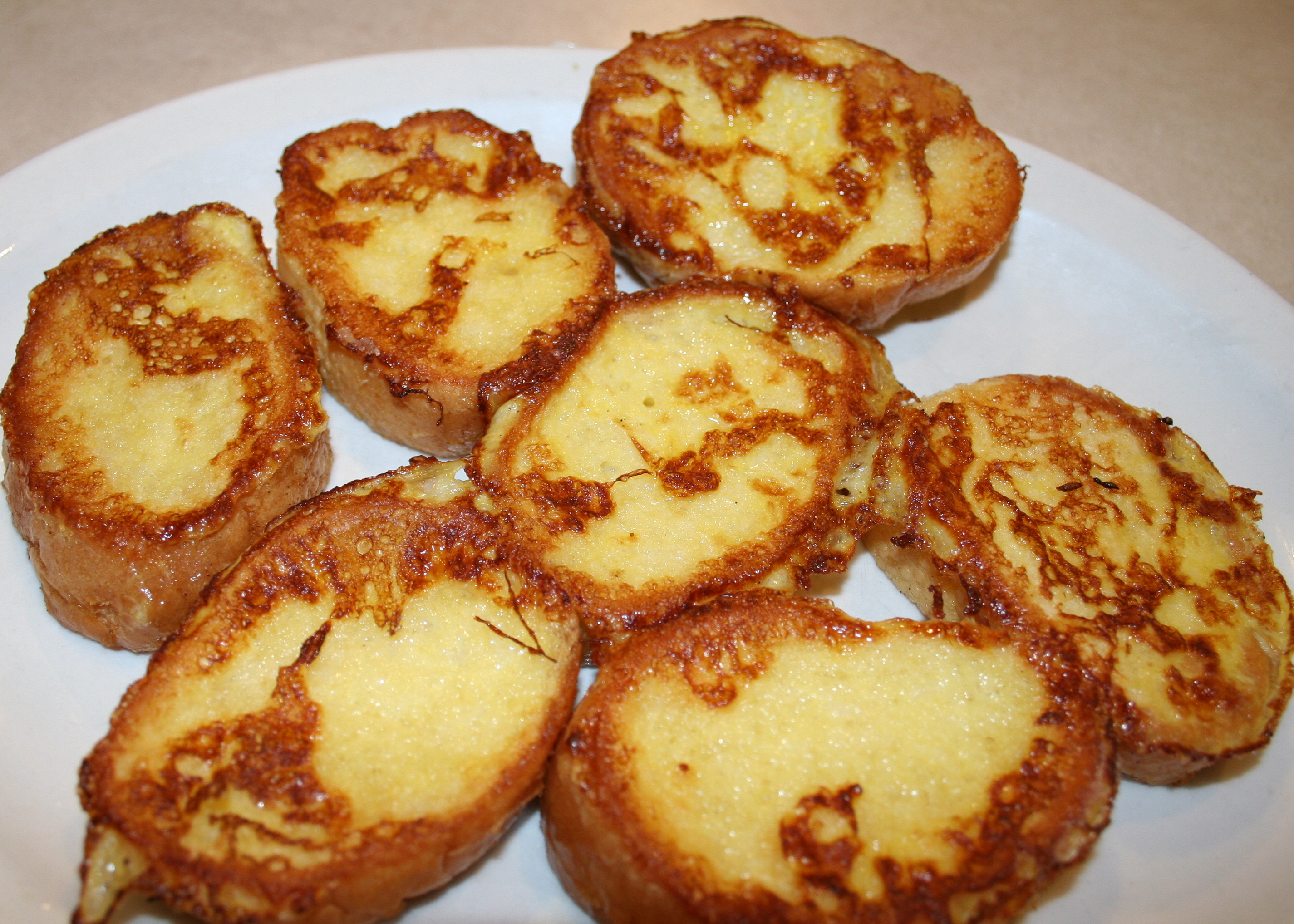
Pain perdu francês.

Na França prepara-se com características similares o "pain perdu" ("pão perdido"), não sendo frito em azeite abundante, mas sim em manteiga ou numa chapa. No Reino Unido e em países de língua inglesa, bem como no Japão, é conhecido como "French toast". Em Portugal as rabanadas são preparadas de forma muito similar às torrijas ou torradas da vizinha Espanha. 
Na Colômbia, Chile e Equador chamam-se "tostadas francesas". Na Guatemala se chamam "tostadas a la francesa"; e na fronteira norte do México pan francés. Na Argentina e Uruguai existe um modo simples de elaborar rabanadas (que podem ser chamadas nestes países "torrejas": umedece-se com leite migas de pão comum, formando um bolo, que é passado pela gema de ovo batido, depois frito e por fim pode ser polvilhado com açúcar. Na Venezuela as rabanadas já foram conhecidas como "tacones", porém o termo caiu em desuso. No Brasil elas são cozidas especialmente para a temporada natalina, em que, logo depois da fritura, a rabanada é molhada em sumo de fruta ou leite condensado.